# Santa Cruz el Manantial
Santa Cruz el Manantial är en ort i Mexiko.   Den ligger i kommunen Las Margaritas och delstaten Chiapas, i den sydöstra delen av landet, 900 km öster om huvudstaden Mexico City. Santa Cruz el Manantial ligger 748 meter över havet och antalet invånare är 145.
Terrängen runt Santa Cruz el Manantial är kuperad. Runt Santa Cruz el Manantial är det ganska tätbefolkat, med 54 invånare per kvadratkilometer. Närmaste större samhälle är Playa Azul, 6,6 km söder om Santa Cruz el Manantial. I omgivningarna runt Santa Cruz el Manantial växer huvudsakligen savannskog.